# Казачий Ерик (Краснодарский край)
Каза́чий Е́рик — посёлок в Красноармейском районе Краснодарского края.
Входит в состав Протичкинского сельского поселения.

## Население
| 2002 | 2010 |
| ---- | ---- |
| 248  | ↗258 |

## Улицы
В посёлке имеются две улицы: Рисовая и Садовая.